# 山陽クラウンズ
山陽クラウンズ（さんようクラウンズ）は、かつて存在した日本のプロ野球球団である。

## 概要
山陽クラウンズは山陽電気鉄道を母体として1950年5月に結成。史上初の一軍にあたるチームを持たない独立二軍チームだった。
当時の総監督は加藤吉兵衛、監督は近藤金光。本拠地は明石球場。練習場としては明石球場と加古川市の浜の宮運動場を使用した。
1950年には11月に開催された「第1回マイナーチーム選手権大会」に出場。1952年春にはウエスタン・リーグの前身となる関西ファーム・リーグに参加したが、経営が成り立たなかったとして同年10月には解散した。

## 運営方法
山陽クラウンズが自前で集めた選手の他に、1950年は二軍を持たなかった西日本パイレーツから4名の選手を預かっていた。1951年5月に大洋ホエールズの二軍が渡辺大陸総監督の退団に伴い解散したあとは、大洋から山陽へ二軍の選手の育成が委託された。